# The Chronological Classics: Louis Armstrong and His Orchestra 1936-1937
| Recensione | Giudizio |
| ---------- | -------- |
| AllMusic   | [ 1 ]    |

The Chronological Classics: Louis Armstrong and His Orchestra 1936-1937 è una Compilation del trombettista jazz statunitense, pubblicato dall'etichetta discografica francese Classics Records nel 1990.

## Tracce
1. Yes! Yes! My! My! – 2:35 (Sammy Cahn, Saul Chaplin) – Registrato il 4 febbraio 1936 a New York
2. Somebody Stole My Break – 2:44 (Dave Franklin) – Registrato il 28 aprile 1936 a New York
3. I Come from a Musical Family – 2:58 (Dave Franklin) – Registrato il 28 aprile 1936 a New York
4. If We Never Meet Again – 3:07 (Horace Gerlach, Louis Armstrong) – Registrato il 29 aprile 1936 a New York
5. Lyin' to Myself – 3:09 (Hoagy Carmichael) – Registrato il 18 maggio 1936 a New York
6. Ev'ntide – 2:50 (Hoagy Carmichael) – Registrato il 18 maggio 1936 a New York
7. Swing That Music – 2:50 (Hoagy Gerlach, Louis Armstrong) – Registrato il 18 maggio 1936 a New York
8. Thankful – 2:54 (Sammy Cahn, Saul Chaplin) – Registrato il 18 maggio 1936 a New York
9. Red Nose – 3:01 (Bonnie Lake, Marion Lake) – Registrato il 18 maggio 1936 a New York
10. Mahogany Hall Stomp – 2:51 (Spencer Williams) – Registrato il 18 maggio 1936 a New York
11. The Skeleton in the Closet – 3:06 (Johnny Burke, Arthur Johnston) – Registrato il 7 agosto 1936 a Los Angeles, California
12. When Ruben Swings the Cuban – 2:34 (Ted White, Leon Flatow, Jack Meskill) – Registrato il 7 agosto 1936 a Los Angeles, California
13. Hurdy-Gurdy Man – 2:57 (Sammy Cahn, Saul Chaplin) – Registrato il 7 agosto 1936 a Los Angeles, California
14. Dipper Mouth Blues – 2:43 (Joseph Oliver, Louis Armstrong) – Registrato il 7 agosto 1936 a Los Angeles, California
15. Swing That Music – 2:49 (Horace Gerlach, Louis Armstrong) – Registrato il 7 agosto 1936 a Los Angeles, California
16. Pennies from Heaven Medley – 4:24 (Johnny Burke, Arthur Johnston) – Registrato il 17 agosto 1936 a Los Angeles, California
17. Pennies from Heaven – 4:19 (Johnny Burke, Arthur Johnston) – Registrato il 17 agosto 1936 a Los Angeles, California
18. To You, Sweetheart, Aloha – 2:56 (Harry Owens) – Registrato il 18 agosto 1936 a Los Angeles, California
19. On a Cocoanut Island – 3:08 (Robert Alexander Anderson) – Registrato il 18 agosto 1936 a Los Angeles, California
20. On a Little Bamboo Bridge – 3:13 (Al Sherman, Archie Fletcher) – Registrato il 24 marzo 1937 a New York
21. Hawaiian Hospitality – 3:04 (Ray Kinney, Harry Owens) – Registrato il 24 marzo 1937 a New York
22. Carry Me Back to Old Virginny – 2:59 (James Alan Bland) – Registrato il 7 aprile 1937 a New York
23. Darling Nelly Gray – 2:42 (Benjamin Hanby) – Registrato il 7 aprile 1937 a New York

## Musicisti
Yes! Yes! My! My!

(Louis Armstrong and His Orchestra)
- Louis Armstrong - tromba, voce
- Bunny Berigan - tromba
- Bob Mayhew - tromba
- Al Philburn - trombone
- Sid Trucker - clarinetto, sassofono baritono
- Phil Waltzer - sassofono alto
- Paul Ricci - sassofono tenore
- Fulton McGrath - pianoforte
- Dave Barbour - chitarra
- Pete Peterson - contrabbasso
- Stan King - batteria

Somebody Stole My Break / I Come from a Musical Family / If We Never Meet Again
- Louis Armstrong - tromba, voce
- Leonard Davis - tromba
- Gus Aiken - tromba
- Louis Bacon - tromba
- Harry White - trombone
- Snub Mosley - trombone
- Henry Jones - sassofono alto
- Charlie Holmes - sassofono alto
- Bingie Madison - clarinetto, sassofono tenore
- Greely Walton - sassofono tenore
- Luis Russell - pianoforte
- Lee Blair - chitarra
- Pops Foster - contrabbasso
- Paul Barbarin - batteria

Lyin' to Myself / Ev'ntide / Swing That Music / Thankful / Red Nose / Mahogany Hall Stomp
- Louis Armstrong - tromba
- Louis Armstrong - voce (eccetto nel brano: Mahogany Hall Stomp)
- Leonard Davis - tromba
- Gus Aiken - tromba
- Louis Bacon - tromba
- Jimmy Archey - trombone
- Snub Mosley - trombone
- Henry Jones - sassofono alto
- Charlie Holmes - sassofono alto
- Bingie Madison - clarinetto, sassofono tenore
- Greely Walton - sassofono tenore
- Luis Russell - pianoforte
- Lee Blair - chitarra
- Pops Foster - contrabbasso
- Paul Barbarin - batteria

The Skeleton in the Closet / When Ruben Swings the Cuban / Hurdy-Gurdy Man / Dipper Mouth Blues / Swings That Music

(Louis Armstrong with Jimmy Dorsey and His Orchestra)
- Louis Armstrong - tromba
- Louis Armstrong - voce (eccetto nel brano: Dipper Mouth Blues)
- Jimmy Dorsey - clarinetto, sassofono alto, leader
- George Thow - tromba
- Toots Camarata - tromba
- Bobby Byrne - trombone
- Joe Yukl - trombone
- Don Mattison - trombone
- Jack Stacey - clarinetto, sassofono alto
- Fud Livingston - clarinetto, sassofono tenore
- Skeets Herfurt - clarinetto, sassofono tenore
- Bobby Van Eps - pianoforte
- Roscoe Hillman - chitarra
- Jim Taft - contrabbasso
- Ray McKinley - batteria

Pennies from Heaven Medley (Intro.: Let's Call a Heart / So Do I / The Skeleton in the Closet) / Pennies from Heaven

(Louis Armstrong with Bing Crosby and Frances Langford)
- Louis Armstrong - tromba
- Louis Armstrong - voce solista (nel brano: Pennies from Heaven Medley (Intro.: The Skeleton in the Closet)
- Louis Armstrong - voce in trio (nel brano: Pennies from Heaven)
- Bing Crosby - voce in duetto (nel brano: Pennies from Heaven Medley (Intro.: So Do I)
- Bing Crosby - voce in trio (nel brano: Pennies from Heaven)
- Frances Langford - voce solista (nel brano: Pennies from Heaven Medley (Intro.: Let's Call a Heart a Heart)
- Frances Langford - voce in duetto (nel brano: Pennies from Heaven Medley (Intro.: So Do I)
- Frances Langford - voce in trio (nel brano: Pennies from Heaven)
- Jimmy Dorsey - clarinetto, sassofono alto, leader
- George Thow - tromba
- Toots Camarata - tromba
- Bobby Byrne - trombone
- Joe Yukl - trombone
- Don Mattison - trombone
- Jack Stacey - clarinetto, sassofono alto
- Fud Livingston - clarinetto, sassofono tenore
- Skeets Herfurt - clarinetto, sassofono tenore
- Bobby Van Eps - pianoforte
- Roscoe Hillman - chitarra
- Jim Taft - contrabbasso
- Ray McKinley - batteria

To You, Sweetheart, Aloha / On a Cocoanut Island

(Louis Armstrong with The Polynesians)
- Louis Armstrong - tromba, voce
- Sam Koki - chitarra steel
- George Archer - chitarra, voce
- Harry Baty - chitarra
- Harry Baty - voce (solo nel brano: On a Cocoanut Island)
- Andy Iona - ukulele
- Andy Iona - voce (solo nel brano: On a Cocoanut Island)
- Joe Nowahi - contrabbasso
- Lionel Hampton - batteria, vibrafono

On a Little Bamboo Bridge / Hawaiian Hospitality

(Louis Armstrong with Andy Iona and His Islanders)
- Louis Armstrong - tromba, voce
- Andy Iona - ukulele
- Sam Koki - chitarra steel
- George Archer - chitarra
- Harry Baty - chitarra
- Joe Nawahi - contrabbasso

Carry Me Back to Old Virginny / Darling Nelly Gray

(Louis Armstrong with The Mills Brothers)
- Louis Armstrong - tromba, voce
- Harry Mills - voce baritono
- Herbert Mills - voce tenore
- Donald Mills - voce tenore
- John Mills, Sr. - voce basso, chitarra[2]